# Timothy Richard Bentley Davenport
Timothy Richard Bentley Davenport (ur. w Manchesterze) – angielski zoolog i parazytolog, szef Wildlife Conservation Society w Tanzanii.

## Kariera
Ukończył zoologię i weterynarię (ze specjalnością parazytologia) na University of Leeds. Pracę zawodową związał z Afryką. Pracował w Ugandzie dla Ugandan Forest Department, Uniwersytetu Makerere oraz Uganda National Parks, w Kamerunie kierował projektem World Wildlife Fund (WWF). Pracował w Mozambiku, Malawi, a od 2006 roku jest szefem Wildlife Conservation Society w Tanzanii.

## Afryka
W ramach swojej pracy w tanzanii doprowadził do inwentaryzacji lokalnych roślin, kręgowców i 3 grup bezkręgowców w górach Rungwe i Kitulo. Podczas tych prac odkryto nowe gatunki. W tym motyla, ważkę, ćmę, 2 gatunki żab, kameleona, jaszczurkę oraz małpę
Rungwecebus kipunji. W 2011 roku wraz z Michele Menegon z Museo delle Scienze w Trydencie i Kimem Howell z Uniwersytetu Dar es Salaam odkrył i opisał nowy gatunek żmii Atheris matildae, dla której epitet gatunkowy został przyjęty od imienia córki Davenporta – Matyldy (Matilda).
Davenport jest autorem wielu opracowań, raportów i artykułów poświęconych ochronie przyrody. W 2008 roku otrzymał prestiżową nagrodę „Award for Conservation Biology”.